# توقف مؤقت

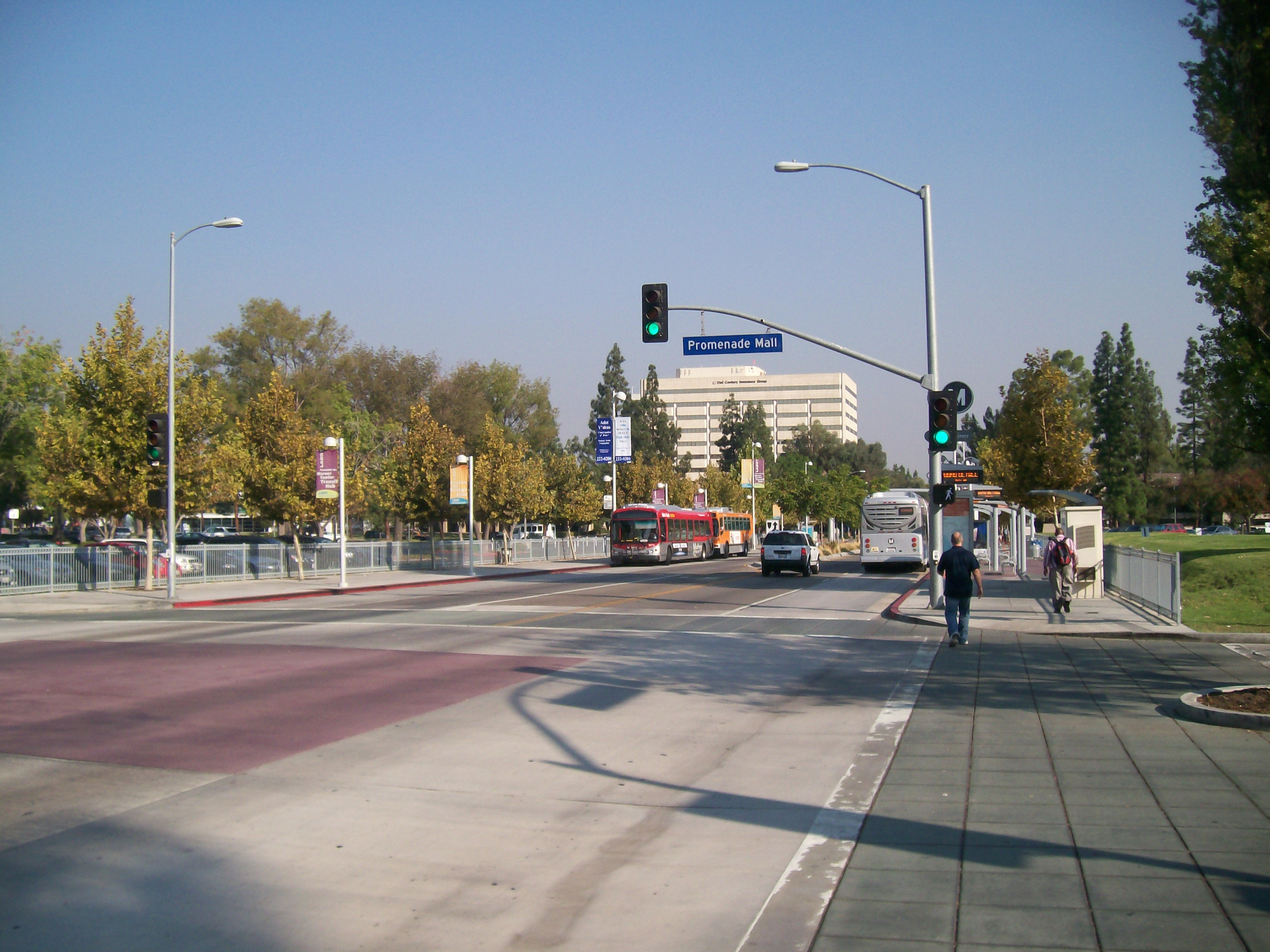
توقف للحافلات في مركز وارنر سنتر ترانزيت هاب، في لاكماتا، لوس أنجلوس

في النقل المجدول، يعد التوقف المؤقت (أيضًا محطة الطريق، أو محطة المواصلة) نقطة تتوقف فيها المركبة، مع احتمال تغيير الركاب للمركبات. في وسائل النقل العام، يستغرق هذا عادةً بضع دقائق في محطة الرحلة. بالنسبة للسفر الجوي، حيث تكون التوقفات أطول، سيخرج الركاب من الطائرة وينتظرون في المحطة، غالبًا للصعود إلى مركبة أخرى مسافرة إلى مكان آخر.
التوقف (stopover) هو شكل أطول من فترات التوقف، مما يتيح الوقت لمغادرة نظام النقل لمشاهدة معالم المدينة أو الإقامة طوال الليل.

## تاريخ
من الناحية التاريخية، كانت محطة الطريق وسيلة للراحة أو لتغيير الخيول التي تجر العربة. عادة ما كانت تقدم وجبة بسيطة للركاب، مع تمكينهم من استخدام دورات المياه. وفي بعض الأحيان يتم توفير أماكن إقامة أساسية في الأماكن النائية.

## النقل الجماعي
يسمح النقل الجماعي بفترة توقف قصيرة من وقت الاسترداد المضمنة في الجدول. تُستخدم التوقفات بشكل عام لواحد أو أكثر من الأسباب التالية: التعافي من التأخير، وتوفير فترات راحة للسائق، و / أو إتاحة الوقت لتغيير السائق. قد يكون سبب التأخير هو الازدحام المروري السابق أو أوقات الصعود إلى الطائرة.
بالإضافة إلى استخدامها في نهاية رحلة المركبة، يمكن جدولة التوقفات في نقاط التوقيت أثناء الرحلة، وفي هذه الحالة غالبًا ما يشار إليها باسم وقت التحميل / التفريغ. في هذه الحالة، فهي بمثابة وقت إضافي يتم توفيره لتحميل وتفريغ الركاب، والذي غالبًا ما يتم جدولته في محطات التوقف المزدحمة. كما أنها تتيح الوقت لتمرير إذا كانت الخدمة تعمل في وقت مبكر، لمنع الوصول إلى نقطة توقيت قبل الموعد المحدد.

## المسافات طويلة في السكك الحديدية والحافلات
التوقف المؤقت في السفر لمسافات طويلة بالقطار أو الحافلة بين المدن هو استراحة يجب أن يأخذها الراكب بين المركبات في رحلة متعددة المركبات. إنه الوقت الذي تقضيه في المحطة بعد مغادرة إحدى المركبات وانتظار الصعود إلى الأخرى. تشمل العديد من الرحلات بين المدن والرحلات الدولية فترات توقف.
كما هو الحال في النقل الجماع، قد يؤدي التوقف المؤقت في السفر لمسافات طويلة إلى توفير استراحة يقوم بها المشغل. يقال إن المركبة تتوقف بعد أن تنتهي من مسارها وتنتظر قبل رحلة العودة، أو أنها تأخذ استراحة لتغيير أطقم العمل أو حتى يستريح الطاقم.

## السفر الجو
في السفر الجوي، يُعتبر التوقف أو النقل (من طائرة إلى أخرى) توقفًا أو مواصلة بحد أقصى معين مسموح به لوقت المواصلة، في حين أن ما يسمى بالتوقف (stopover) هو استراحة أطول بكثير في مسار الرحلة. يعتمد الحد الأقصى للوقت على العديد من المتغيرات، ولكن بالنسبة لمعظم مسارات الرحلات في الولايات المتحدة وكندا، فهو 4 ساعات، وبالنسبة لمعظم المسارات الدولية (بما في ذلك أي محطات محلية)، فهو 24 ساعة. بشكل عام، تكون التوقفات المؤقتة أرخص من محطات التوقف، لأن التوقفات الافتراضية تكون عرضية للسفر بين نقطتين أخريين، في حين أن التوقفات هي من بين وجهات المسافر.